# Google Pay Send
Google Pay Send (anteriorment conegut com a Google Wallet) va ser un servici de pagament d'igual a igual, abans de la seua fusió amb Google Pay, desenvolupat per Google. Permetia a les persones manar i rebre diners des d'un dispositiu mòbil o un ordinador de sobretaula sense cap cost ni al remitent ni al receptor.
El 2018, Android Pay i Google Wallet es van unificar en un sol sistema de pagament dit Google Pay. Google Pay Send, una funció inclosa a Google Pay ha substituït el servici de Google Wallet.